# 京都教育大学附属桃山小学校
京都教育大学附属桃山小学校（きょうときょういくだいがくふぞくももやましょうがっこう）は、京都市伏見区にある京都教育大学の附属小学校。

## 概要
1908年（明治41年）に京都府の小学校女子教員養成機関の附属学校として設立され、吉田、大宮、住吉と移り、1936年（昭和11年）、桃山の現在地に移転する。
2009年（平成21年）には創立100周年を迎え、現在までに9600名を超える同窓生を輩出している。
現在、通学域による制限は京都府内からおよそ1時間である。
現在は、英語、情報、伝統・文化、幼小中連携の4つの教育研究に取り組んでいる。また、新教科「メディア・コミュニケーション (MC) 科」の課程・指導法の研究開発に取り組んでいる。
南オーストラリア州立ベレア小学校と協定を結び、国際交流を行っている。
教育理念には「自立と共生」を念頭に置いており、生徒の自主性もはぐくんでいる。

## 沿革
- 1908年（明治41年）- 京都府女子師範学校附属代用附属小学校設置
- 1917年（大正6年）-（旧）紀伊郡伏見町に移転
- 1936年（昭和11年）- 現在地に移転
- 1949年（昭和24年）- 京都学芸大学附属桃山小学校と改称
- 1966年（昭和41年）- 京都教育大学教育学部附属桃山小学校と改称
- 2004年（平成16年）- 国立大学が法人化され、学部付属から大学付属となり、「京都教育大学附属桃山小学校」と改称。

## 出身著名人
- 山村紅葉 - 女優。推理作家山村美紗の娘。